# D.R.V. Euros
Die Drienerlose Rudervereinigung Euros ist ein Ruderverein in Enschede, Niederlande. Sie wurde 1965 gegründet und ist mit über 350 Mitgliedern einer der größten Rudervereine in der Region. Der Verein ist mit der Universität Twente verbunden und ermöglicht das Rudern für Anfänger bis hin zu olympischen Athleten.

## Ausgerichtete Regatten
Die D.R.V. Euros organisiert jedes Jahr zwei große Ruderveranstaltungen:

### Knorrensteijn Memorial Regatta
Die Knorrensteijn Memorial Regatta, auch KMR genannt, ist eine eintägige Regatta, die von Euros organisiert wird und an der etwa 400 Ruderer teilnehmen. Es handelt sich um eine der ersten Regatten im akademischen Jahr. Sie ist auch Teil des NSRF-Herbstcups.

### Grolsch Euros Drienerlo Regatta
Die Grolsch Euros Drienerlo Regatta, auch bekannt als GEDR oder EDR, ist eine zweitägige Ruderregatta. Diese Regatta ist mit mehr als 2000 Teilnehmern wesentlich größer als die KMR. Die GEDR ist Teil mehrerer NSRF-Wettbewerbe.

## Geschichte
In den frühen 1960er Jahren war Rudern in Enschede noch nicht möglich. In diesen Jahren wurde die Technische Universität Twente auf dem Landgut Drienerlo gegründet. Am 8. April 1965 wurde die Drienerlose Watersport Association Euros gegründet. In den Anfangsjahren bestand der Verein fast ausschließlich aus Wettkampfruderern. In den 1980er Jahren wurde dann das Clubrudern eingeführt, um den Schritt zum Wettkampfrudern zu erleichtern. Im Jahr 1978 wurde Euros (mit etwa 40 Wettkampfruderern bei weniger als 70 Mitgliedern) vom Königlichen Niederländischen Ruderverband als erfolgreichster Seniorenverein der Niederlande ausgezeichnet.
Im Jahr 1995 gewann Euros mit Sjors van Iwaarden, Niels van Steenis, Joris Loefs und Arne van Eupen den Varsity. Jeroen Webers steuerte das Boot, die Barfleur. Trainiert wurde das Team von Erfolgstrainer Rutger Röell. 1996 gewann Euroïd, wie Mitglieder des Vereins genannt werden, Niels van Steenis bei den Olympischen Sommerspielen 1996 in Atlanta Gold im Hollandachter.
Seit 1999 befindet sich der Verein im universitären Wassersportkomplex der Universität Twente an der Auke Vleerstraat. 2018 belegte Euroïdin Minke Holleboom den zweiten Platz bei der World Rowing Under 23 2018 im W4x-Feld.
Der Verein qualifiziert sich regelmäßig für internationale Regatten wie dem Holland Beker in Amsterdam 2022 oder den EUSA Rowing Championship in Istanbul 2022. Im selben Jahr gewann der Verein zum wiederholten Male verschiedene nationale Meisterschaften: im Herren 4+ Feld, im Damen 4+ Feld, im Herren 2x Feld und konnte auch in anderen Feldern nennenswerte Erfolge vermelden. International wurde der Verein von Minke Holleboom bei Regatten des Weltverbandes vertreten.